# سبدنشین تنومند
سبدنشین تنومند (نام علمی: Cisticola robustus) نام یک گونه از سرده سبدنشین است.